# Seven Oaks
Seven Oaks var en civil parish från 1866 till 1936 då den blev en del av Antrobus, i grevskapet Cheshire, i England. Civil parish var belägen 6 km från Northwich och hade 163 invånare år 1931.